# 答えを聞いたらもう一度見たくなる! クイズ二度見
『答えを聞いたらもう一度見たくなる! クイズ二度見』(こたえをきいたらもういちどみたくなる! クイズにどみ) / 英称:One More Time(ワンモアタイム)は、フジテレビ系列で2016年9月17日から不定期放送されているクイズバラエティ番組である。

## 概要
一見、何の変哲もない映像に隠れた"答えを聞いたら誰もがもう一度見たくなる理由"を当てるクイズ番組である。
2018年1月6日(土曜日)は、番組タイトルを『思わず二度見したくなる衝撃(秘)映像ショー 二度見シアター』と改題して放送された。

## 番組キャラクター
ニドミちゃん 声：林原めぐみ

VTRの問題を出題するときに登場。イラストデザインはツノウサギのキャラクターをモチーフにしている。。服装は、紫の"2DM"(二度見)と描かれたワンピースを着ている。正解の判定時も担当。答えのVTRに必ずDaft Punkの『One More Time』の曲のサビが流れながら、その後に「この映像実はね…〇〇だったの。」と言って先ほど見せた映像が流れる。

## 出演者
最高顧問
- 所ジョージ　（第3弾 - ）

### MC
- 渡辺和洋
- 宮澤智　　（第1弾 - 第3弾）
- 久代萌美　（第4弾）
  - 共にフジテレビアナウンサー。

### パネラー
- 渡部建(アンジャッシュ)　（第1弾 - 第3弾）
- 指原莉乃 （第1弾 - 第3弾）
- 岡田結実  （第1弾、第2弾）
- メイプル超合金
  - カズレーザー （第1弾、第2弾）
  - 安藤なつ　（第2弾）
- 岡江久美子　（第1弾、第3弾）

## 放送日時
| 回    | 放送日         | 放送時間（JST）     | ゲスト解答者                                                                                | 備考               |
| ----- | -------------- | ------------------- | ------------------------------------------------------------------------------------------- | ------------------ |
| 第1弾 | 2016年9月17日  | 土曜日14:00 - 15:00 | 岡江久美子                                                                                  | 『土チャレ』で放送 |
| 第2弾 | 2016年12月29日 | 木曜日23:00 - 24:00 | （なし）                                                                                    |                    |
| 第3弾 | 2017年7月6日   | 木曜日22:00 - 23:24 | 岡江久美子、澤部佑（ハライチ）、西井万理那 本田望結、間宮祥太朗、吉村崇（平成ノブシコブシ） |                    |
| 第4弾 | 2018年1月6日   | 土曜日10:25 - 11:45 | 田中美佐子、ギャル曽根、山里亮太（南海キャンディーズ）、佐藤勝利（Sexy Zone）               |                    |

## テーマソング
『ニドミ』/ハンサムケンヤ

## スタッフ
スタッフロールではそれぞれのスタッフがこれまでに二度見した〇〇（映画などの作品、アイドルなど）が紹介される。
第4弾時点
- 企画・総合演出：玉野鼓太郎（第3弾は総合演出のみ）
- 構成：酒井健作、安部裕之、林田晋一、森下和哉、藤田洋一（藤田→第3弾はリサーチ兼務）
- ナレーター：林原めぐみ（第1弾は声の出演）
- TP：児玉洋
- TM：橋本健司
- SW：長瀬正人
- CAM：遠山康之
- VE：齋藤雄一
- 音声：森田篤（第4弾）
- LD：甲斐則行（第3弾までは照明）
- LO（第4弾）：森﨑靖史
- 美術制作：構木陽次
- デザイン：武田紗代子（第4弾）
- 美術進行：林勇、三上貴子
- 大道具：杉本孝文、前田かなこ
- 装飾：川合将吾（第4弾）、西村怜子
- アクリル装飾：高橋瞳
- 視覚効果（第4弾）：中溝雅彦
- メイク：山田かつら
- 電飾：田上淳子（第4弾）
- 編集：笹原陽一
- MA：足達健太郎
- 音響効果：田口弘記（第4弾）
- CG：岩澤新平
- リサーチ：平井裕子（第4弾）、川山佳大、関口未来子（JFK）
- TK：松下絵里
- デスク：榎本かすみ
- AD：神谷浩太郎、高橋徹/橘信吾、武田真也、賀数駿吾、佐藤大斗（橘・武田・佐藤→第4弾）
- ディレクター：有田直美、岩木伸次、林広太郎（林→第4弾）
- 演出：前島隆昭（以前はディレクター → チーフディレクター）
- プロデューサー：蜜谷浩弥、児玉芳郎、小林靖子、江原里実
- チーフプロデューサー：中嶋優一
- 技術協力：ニューテレス、フジアール、IMAGICA、The King Maker、マルチバックスほか
- 制作協力：ダイジョブス
- 制作著作：フジテレビ

### 過去のスタッフ
- 構成：村上洋賢、澤井直人
- ブレーン：三木聡
- ナレーター：よのひかり
- SW：横山政照、小川利行
- VE：高橋正直、水野博道
- 音声：松本良道
- デザイン：笹朝斐
- 装飾：千葉ゆり
- 電飾：蓮田容
- 編集：松本健作、山家良平、榎本祐紀
- MA：高良玄
- 音響効果：長嶺麻衣子、高島慎太郎、高津浩史
- リサーチ：フォーミュレーション、Four teen、小林仁、ハスミマサオ、松本智子、南本真希、坂本龍二
- デスク：吉岡沙織
- 広報：高橋慶哉
- AD：中野翔太、泉愛実、東坂卓哉、小川隆広、斉藤加奈子、小川恭寛、中山和樹、大西寛之、富高里枝子
- ディレクター：箙晴真
- 技術協力：映像新社、TBSテックス